# 村山和也
村山 和也（むらやま かずや、1982年3月15日 - ）は、石川県出身の映画監督・映像ディレクター。

## 経歴
2002年にニューヨーク市立大学在学中に短編映画から映像制作を始める。2004年に日本に帰国後、CM制作会社を経て、2008年よりミュージックビデオ・CMを中心に映像ディレクターとして活動をスタート。2016年の初監督映画『堕ちる』が、ゆうばり国際ファンタスティック映画祭2017のオフシアター（長編）部門にて、スペシャル・メンションを受賞。32分の短編ながら異例の劇場公開となり、シネマート新宿ほかで公開された。2022年、実在の未解決事件をモチーフとした初の長編映画『とら男』が完成し公開となり第16回KINOTAYO現代日本映画祭審査委員賞を受賞。

## 作品
- 2016年 『堕ちる』
- 2022年 『とら男』

## 受賞歴
- 2017年
  - LaCabina中編映画祭グランプリ（『堕ちる』）[4]
  - ゆうばり国際ファンタスティック映画祭オフシアターコンペ部門スペシャルメンション（『堕ちる』）[5]
  - 京都国際映画祭クリエーターズファクトリー部門準グランプリ（『堕ちる』）[6]
- 2022年
  - 第13回KINOTAYO現代日本映画祭審査委員賞（『とら男』）[7]